# Концерн
Конце́рн — фінансово-промислова група компаній. Типовим є збереження юридичної і господарської самостійності учасників, але з врахуванням координації з боку фінансових структур, що домінують. Зазвичай учасники концернів об'єднують не лише економічний потенціал, але і зусилля в ринковій стратегії. Основною перевагою концерну є концентрація фінансових і інших ресурсів.  Юридична особа, що є об'єднанням підприємств промисловості, наукових організацій, транспорту тощо з метою спільного просування інтересів.

## Концерни в Україні
В Україні концерн є організаційно-правовою формою об'єднань підприємств і є різновидом господарського об'єднання.
Концерном визнається статутне об'єднання підприємств, а також інших організацій, на основі їх фінансової залежності від одного або групи учасників об'єднання, з централізацією функцій науково-технічного і виробничого розвитку, інвестиційної, фінансової, зовнішньоекономічної та іншої діяльності. Учасники концерну наділяють його частиною своїх повноважень, у тому числі правом представляти їх інтереси у відносинах з органами влади, іншими підприємствами та організаціями. Учасники концерну не можуть бути одночасно учасниками іншого концерну.
Діяльність концернів в Україні регламентується Господарським кодексом України. Утворення концерну може потребувати попередньої згоди Антимонопольного комітету України відповідно до Положення про концентрацію.